# Rwanda op de Olympische Zomerspelen 2020
Rwanda neemt deel aan de Olympische Zomerspelen 2020 in Tokio, Japan.

## Atleten
Hieronder volgt een overzicht van de atleten die zich reeds hebben verzekerd van deelname aan de Olympische Zomerspelen 2020.
| sport       | mannen | vrouwen | totaal |
| ----------- | ------ | ------- | ------ |
| Atletiek    | 1      | 1       | 2      |
| Wielersport | 1      | 0       | 1      |
| Zwemmen     | 1      | 1       | 2      |
| totaal      | 3      | 2       | 5      |

## Sporten

### Atletiek
Mannen
Loopnummers
| atleet          | onderdeel | series | series | kwartfinale | kwartfinale | halve finale | halve finale | finale | finale |
| atleet          | onderdeel | tijd   | rang   | tijd        | rang        | tijd         | rang         | tijd   | rang   |
| --------------- | --------- | ------ | ------ | ----------- | ----------- | ------------ | ------------ | ------ | ------ |
| John Hakizimana | marathon  | n.v.t. | n.v.t. | n.v.t.      | n.v.t.      | n.v.t.       | n.v.t.       | DNF    | DNF    |

Vrouwen
Loopnummers
| atleet           | onderdeel | series   | series | kwartfinale | kwartfinale | halve finale | halve finale | finale         | finale         |
| atleet           | onderdeel | tijd     | rang   | tijd        | rang        | tijd         | rang         | tijd           | rang           |
| ---------------- | --------- | -------- | ------ | ----------- | ----------- | ------------ | ------------ | -------------- | -------------- |
| Marthe Yankurije | 5000 m    | 15.55,94 | 17     | n.v.t.      | n.v.t.      | n.v.t.       | n.v.t.       | niet geplaatst | niet geplaatst |

### Wielersport

#### Wegwielrennen
Mannen
| atleet        | onderdeel    | tijd | rang |
| ------------- | ------------ | ---- | ---- |
| Moise Mugisha | wegwedstrijd | DNF  | DNF  |

### Zwemmen
Mannen
| atleet           | onderdeel       | series | series | halve finale   | halve finale   | finale         | finale         |
| atleet           | onderdeel       | tijd   | rang   | tijd           | rang           | tijd           | rang           |
| ---------------- | --------------- | ------ | ------ | -------------- | -------------- | -------------- | -------------- |
| Eloi Imaniraguha | 50 m vrije slag | 25,38  | 55     | niet geplaatst | niet geplaatst | niet geplaatst | niet geplaatst |

Vrouwen
| atlete             | onderdeel       | series | series | halve finale   | halve finale   | finale         | finale         |
| atlete             | onderdeel       | tijd   | rang   | tijd           | rang           | tijd           | rang           |
| ------------------ | --------------- | ------ | ------ | -------------- | -------------- | -------------- | -------------- |
| Alphonsine Agahozo | 50 m vrije slag | 30,50  | 72     | niet geplaatst | niet geplaatst | niet geplaatst | niet geplaatst |